# Maria Martins (ciclista)
Maria Carolina Cruse Ribeiro Gomes Martins (Santarém, 9 de julio de 1999) es una deportista portuguesa que compite en ciclismo en las modalidades de pista y ruta.
Ganó dos medallas de bronce en el Campeonato Mundial de Ciclismo en Pista, en los años 2020 y 2022, y cuatro medallas en el Campeonato Europeo de Ciclismo en Pista entre los años 2019 y 2025.
Participó en dos Juegos Olímpicos de Verano, en los años 2020 y 2024, ocupando el séptimo lugar en Tokio 2020, en la prueba de ómnium.

## Medallero internacional
| Campeonato Mundial | Campeonato Mundial       | Campeonato Mundial | Campeonato Mundial |
| Año                | Lugar                    | Medalla            | Competición        |
| ------------------ | ------------------------ | ------------------ | ------------------ |
| 2020               | Berlín (Alemania)        | Medalla de bronce  | Scratch            |
| 2022               | Saint-Quentin (Francia)  | Medalla de bronce  | Ómnium             |
| Campeonato Europeo |                          |                    |                    |
| Año                | Lugar                    | Medalla            | Competición        |
| 2019               | Apeldoorn (Países Bajos) | Medalla de bronce  | Scratch            |
| 2020               | Plovdiv (Bulgaria)       | Medalla de bronce  | Eliminación        |
| 2023               | Grenchen (Suiza)         | Medalla de oro     | Scratch            |
| 2025               | Heusden-Zolder (Bélgica) | Medalla de bronce  | Scratch            |

## Palmarés
2018
- 2.ª en el Campeonato de Portugal Contrarreloj
- 2.ª en el Campeonato de Portugal en Ruta

2021
- Campeonato de Portugal en Ruta

2025
- 3.ª en el Campeonato de Portugal en Ruta

## Equipos
- Sopela Women's Team (2018-2019)
- Drops/Le Col-Wahoo (2020-2022)
  - Drops (2020-2021)
  - Le Col-Wahoo (2022)
- Fenix-Deceuninck (2023)
- Canyon SRAM zondacrypto (2025-)